# Glomar V
Petromar V (Glomar V) — бурове судно, яке використовувалось у 1960-х — 1980-х роках. Відоме своєю загибеллю під час бурового інциденту.

## Загальні відомості
Судно спорудили в 1963 році на замовлення компанії Global Marine на верфі Trinity Madisonville у Медісонвіллі (Луїзіана). Воно було завершальним у серії із чотирьох однотипних бурових суден та первісно отримало назву CUSS V (початок діяльності Global Marine був тісно пов'язаний із CUSS Group — призначеним для вивчення можливості офорного видобутку спільним проектом компаній Continental, Union Oil, Shell та Superior Oil, при цьому  засновник Global Marine починав як інженер Union Oil).
CUSS V могло працювати в районах з глибинами моря до 180 метрів та бурити свердловини довжиною до 7,6 км. Пересування до району робіт здійснювалось самостійно зі швидкістю 6 вузлів.
Екіпаж складався із 18 осіб, крім того на борту могли розміщуватись 30 фахівців, необхідних для проведення робіт.

## Служба судна
Одразу після спорудження CUSS V вирушило до узбережжя Лівії для виконання робіт за 1,5-річним контрактом. При цьому з'ясувалось, що назва судна співзвучна із арабським словом на тематику жіночої анатомії, тому його перейменували на Glomar V. У лівійських водах судно спорудило кілька свердловин, проте всі вони виявились сухими.
Під час зазначеної лівійської кампанії при бурінні в районі з глибиною моря 29 метрів був розритий поклад з високим тиском. Хоча компанія мала запобіжні пристрої, розраховані на 6,8 МПа (10000 PSI), проте вони знаходились у Триполі та мали доправлятись літаком при отриманні відповідного запиту. Втім, керівник бурових робіт вирішив провадити буріння із запобіжними пристроями на 3,4 МПа, які при досягненні зазначеного вище покладу не витримали викиду газу. Внаслідок загазовування води плавучість судна зменшилась та воно занурилось майже по палубу. Капітан наказав терміново полишити місце буріння, внаслідок чого бурова колонна виявилась зігнута та полишена. Для її пошуків залучили водолазів, які працювали в умовах майже нульової видимості, оскільки потік газу скаламучував осад. На четверту добу вдалось знайти завершення колони та під'єднати до нього труби, після чого свердловину заглушили подачею цементу.
У 1971 році в турецькій економічній зоні Чорного моря в районі з глибиною моря 85 метрів судно спорудило свердловини Karadeniz-1 (довжина 2597 метрів) та İğneada-1 (3118 метрів). Втім, це не дозволило досягнути комерційного відкриття.
У 1976 році в Чорному морі у районі за півтори сотні кілометрів на схід від Стамбулу Glomar V пробурило ще дві розвідувальні свердловини. Акчакоча-1, яка була закладена в районі з глибиною моря 50 метрів та мала глибину 2284 метра нижче морського дна, досягла палеозойського фундаменту, при цьому із турбідітових відкладень еоцену під час тестування отримали невеликий приплив газу. Втім, закладена за 2 км в районі з глибиною моря 114 метрів розвідувальна свердловина Акчакоча-2 виявилась сухою та була припинена на глибині 1643 метра (можливо відзначити, що у підсумку лише на початку 21 століття вдалось виявити та ввести в розробку невелике газове родовище Акчакоча). Того ж 1976-го Glomar V спорудило дві свердловини у Мармуровому морі — Doluca-1 (глибина моря в місці спорудження свердловини 45 метрів, довжина 1105 метрів) та Işıklar-1 (глибина моря 68 метрів, довжина 863 метра), проте також не змогло відкрити родовищ вуглеводнів.
Відомо, що у 1977-му Glomar V здійснювало буріння в Атлантичному океані біля узбережжя Марокко, за два з половиною десятки кілометрів на захід від Агадіру.
В 1979 році судно перейменували на Petromar V.
27 серпня 1981 року судно здійснювало буріння у Південно-Китайському морі поблизу індонезійських островів Натуна (можливо відзначити, що за десяток років до того в цьому районі відкрили гігантське газове родовище Натуна). Внаслідок розкриття розташованого на невеликій глибині покладу («газового карману») стався викид газу по заколонному простору і загазовування води. Petromar V втратило плавучість, перевернулось та затонуло.